# Чимарела (Мачерата)
Чимарела (итал. Cimarella) насеље је у Италији у округу Мачерата, региону Марке.
Према процени из 2011. у насељу је живело 56 становника. Насеље се налази на надморској висини од 169 м.